# Erve Asito
El estadio Erve Asito (pronunciación en neerlandés: /ˈɛrvə aːˈsitoː/), anteriormente conocido como Polman Stadion, es un estadio multiusos ubicado en la ciudad de Almelo, Países Bajos, en el que ejerce de local el club Heracles Almelo de la Eredivisie, primera división del fútbol neerlandés. El estadio cuenta con un campo de césped artificial y una capacidad oficial para 12 080 espectadores.

## Historia
El estadio del Heracles fue inaugurado el 10 de septiembre de 1999, con un partido entre el equipo local contra el FC Zwolle. Job ten Thije marcó el primer gol en el estadio, que en ese entonces era llamado «Estadio Polman». Desde la temporada 1999/2000 el Heracles Almelo juega sus partidos como local en este estadio.
El año 2019 el club llegó a un acuerdo con la empresa de limpieza Asito por los derechos de denominación del estadio durante diez años, poniendo fin así al vínculo que tenía el club con la empresa inmobiliaria Polman, que daba su nombre al estadio desde su inauguración. El nombre del estadio se forma por el nombre de la empresa junto a la designación «Erve» que, según el club, se refiere al patio como «un lugar donde se reúne toda la familia». Asito ha aceptado seguir siendo patrocinador principal durante diez años.
En 2005, la capacidad del estadio fue ampliada de 6.900 a 8.500 asientos, de los cuales 400 están destinados a público del club visitante. El 12 de marzo de 2014, el consejo municipal de Almelo aprobó la decisión de prestar 8.2 millones de euros a la organización «Stichting Stadion Heracles Almelo» para la realización de una nueva ampliación del estadio.

## Césped artificial
La superficie del campo consiste en césped artificial del proveedor y patrocinador Royal Ten Cate. El material de relleno utilizado es elastómero termoplástico (TPE), una combinación entre plástico y un material similar al caucho.